# Алонсо, Франсиско
Франсиско Алонсо Лопес (исп. Francisco Alonso López; 9 мая 1887 года ― 18 мая 1948 года) ― испанский композитор. Писал композиции для театра и музыку в жанре сарсуэла. Президент Главного общества авторов и издателей в 1947―1948 годах.
Музыка Алонсо обычно характеризуется как забавная, весёлая, лёгкая, снискавшая отклик в широких кругах слушателей. Особенно отмечаются его произведения для пасодобля и шоттиша.

## Биография

### Ранние годы
Франcиско Алонсо родился в Гранаде. Получил образование у монахов-пиаристов. Его отец был пианистом, и поэтому Алонсо занимался музыкой с самого раннего детства. Потерпев неудачу в изучении медицины, он решил полностью посвятить себя музыке. Сначала он был учеником Антонио Сегуры, позднее ― у Селестино Виллы, хормейстера Гранадского собора.
Свои первые композиции музыкант написал для Школы-дель-Аве Мария. Позднее он занялся написанием мелодий для бальных танцев: польки, мазурки и вальса. Когда ему было 16 лет, он возглавил музыкальную группу рабочих порохового завода из района Гранады Эль-Фарга (исп.) и позже стал во главе хора филармонии Гранады, что отыграл несколько концертов в Гранаде. В 18 лет он выпустил с премьерой своей первой оперы в Ла Нинья де лос кантарес. Мероприятие состоялось в театре Сервантеса в 1905 году. Вскоре он также стал директором полкового оркестра в Кордове, для которого он написал свой известный пасодобль «Польвора син Хумо».

### В Мадриде
Отец Алонсо умер в 1905 году, мать ― в 1908. После этого композитор решил переехать в Мадрид, где его ожидали новые профессиональные перспективы.
В 1911 году он прибыл в Мадрид с 600 песетами в кармане. Здесь он сначала посвятил себя написанию театральных песен для звёзд эстрады: Ла Форнарины (исп.), Ресуррексион Кихано, Пастора Империо (исп.), Ла Белла Челито и Ла Гойя (исп.).
Первый настоящий успех к Алонсо пришёл в 1916 году с ревю Música, Luz y Alegría, премьера которого состоялась в Новом театре Мадрида (исп.). В 1918 году состоялась премьера лирической фантазии «De Madrid al Infierno», с хотисом «Oye Nicanora», который неоднократно вызывали на бис зрители. Успех снискала его оркестровка «Las Corsarias», премьера которой состоялась в театре Мартин (исп.) в 1919 году: пасодобль «La Banderita» который стал чрезвычайно популярен в Испании ― его пели солдаты, которые отправлялись на Рифскую войну и даже король Альфонсо XIII, как сообщается, однажды напевал её во время бритья. Данная композиция принесла Алонсо славу одного из величайших композиторов своего времени, достижение даже украшения для флага. Его работы также снискали популярность во многих странах Латинской Америки, некоторые из них исполнялись в театрах и операх Парижа.
Во второй половине 1920-х композитора ждал очередной ряд успехов: популярностью пользовались его «Canción del Gitano» и «Pasodoble de los Quintos». Алонсо обратился к мотивам народной музыки разных регионов Испании: написанная им «Canto a Murcia» стала неофициальным гимном Мурсии.
До начала Гражданской войны в основном он писал в жанре ревю («Las de Villadiego», «Las de los Ojos en Blanco», «Mujeres de Fuego») и сарсуэлы («Me Llaman la Presumida», 1935).
После войны популярность сарсуэлы резко упала, поэтому композитор переключился на написание оперетт и музыкальных комедий.
В 1947 году он был избран президентом Главного общества авторов и издателей.
Умер 18 мая 1948 года в Мадриде.